# Cinque storie ferraresi
 Cinque storie ferraresi est un recueil de cinq nouvelles écrit en 1956 par Giorgio Bassani qui a été récompense par le Prix Strega la même année.

## Nouvelles
Les histoires des nouvelles se situent à Ferrare pendant la période de l'Italie fasciste au cours de la première moitié du XXe siècle.

### Titres et personnages
- Lida Mantovani : Lida Mantovani et Oreste Benetti ,
- La passeggiata prima di cena : Gemma Brondi et le docteur Elia Corcos,
- Una lapide in via Mazzini : Geo Josz,
- Gli ultimi anni di Clelia Trotti : Bruno Lattes et Clelia Trotti,
- Una notte del '43 : Pino Barilari et Carlo Aretusi dit « Sciagura ».

## Trames des nouvelles

### Lida Mantovani
Lida Mantovani est une jeune fille qui vient d'accoucher d'un garçon nommé Ireneo. Quand Lida se rend compte que le père de l'enfant, David les a abandonnés, elle quitte la chambre où le couple a vécu et retourne chez sa mère Maria, qui habite une petite maison via Salinguerra, près des mura di Ferrara.
Trois années plus tard, Lida est remarquée par Oreste Benetti, un relieur de livres, un peu plus âgé qu'elle. Oreste rend visite à Lida et sa mère tous les soirs à la même heure, conversant avec elles de religion (Oreste est catholique pratiquant), de politique et de Ireneo, auquel l'homme s'affectionne comme s'il était son fils. Il ne s'adresse que très rarement à Maria, la mère de Lida. Il rappelle à celle-ci le fameux hiver où le Pô fut pris par les glaces à la suite d'un hiver très rigoureux .... l'hiver "17" pense-t-il. Oreste est amoureux de Lida, mais n'ose pas la demander en mariage. Toutefois, le temps passant, Oreste prend de plus en plus soin des deux femmes et après la mort de Maria Mantovani il se fiance avec Lida et finit par l'épouser. Le couple vit heureux jusqu'à la mort prématurée d'Oreste neuf ans après les noces.
À ce moment, Lida se pose la question à savoir si Oreste a vraiment été heureux avec elle. En effet, ils n'ont pas eu l'enfant que Oreste désirait plus que tout au monde, mais sa mort a peut-être évité que son espoir déçu ne se transforme finalement en désespoir.

### La passeggiata prima di cena
Une vieille carte postale est le prétexte de l'histoire. Celle-ci représente le Corso della Giovecca (it) à Ferrare, pendant « ce moment de la journée qui précède l'heure du dîner ». Parmi les personnes qui se promènent le long de la rue, le narrateur s'arrête sur une jeune fille, Gemma Brondi, modeste en apparence. Elle apprend le métier d'infirmière à l'hôpital de Ferrare et vit chez ses parents avec trois frères et sa sœur Luisa dans une maison simple, près des bastions de la ville.
Gemma n'a pas «une beauté qui la fait remarquer à l'heure de la plus grande affluence dans une rue quelconque», néanmoins, le docteur Elia Corcos tombe amoureux d'elle. Ce dernier est un médecin d'origine juive d'humble origine qui a fini par obtenir la considération de la haute bourgeoisie citadine grâce à ses capacités qui lui ont permis de devenir médecin chef à l'hôpital de Ferrare et médecin personnel de la riche duchesse Costabili. Gemma et le docteur Corcos se fiancent en 1888, se marient et ont aussitôt un enfant, Jacopo, suivi de Ruben qui meurt en 1902 à l'âge de huit ans des suites d'une méningite). La famille déménage via Ghiara, considérée par le docteur Corcos son buen retiro (coin de paradis). Ils reçoivent peu de visites de la famille, seule la sœur de Gemma, Luisa restée célibataire continue à fréquenter la maison, se sentant liée à son beau-frère par un sentiment secret et estimée par le père de celui-ci. Gemma meurt en 1926 et Luisa s'établit dans la maison du docteur Elia Corcos et de son fils Jacopo, en qualité de gouvernante de maison. Luisa serait restée dans cette maison même après l'automne 1943, date à laquelle le médecin israélite et son fils ont été déportés en Allemagne.

### Una lapide in via Mazzini
Geo Josz, déporté en 1943 au camp de Buchenwald rentre à Ferrare au mois d'août 1945. Geo Josz a été déporté par les allemands avec 182 membres de la communauté juive et beaucoup de personnes «les considéraient depuis longtemps et à juste titre comme exterminés dans les chambres à gaz ».
Pour cette raison, une stèle commémorative comportant 183 noms est réalisée, mais juste à l'instant où l'ouvrier allait l fixer à la Synagogue via Mazzini, Geo Josz s'avance, seul survivant de la communauté déportée, petit et gras semblant être gonflé d'eau, vêtu d'un kolbak et de vêtements chiffonnés.
Geo Josz rencontre sous la stèle son oncle Daniele avec lequel il reprend possession progressivement du palais via Campofranco, qui avant la Seconde Guerre mondiale était la maison de Josz et qui est désormais occupée par la section provinciale de l'ANPI.
D'abord il s'installe dans la petite tour, mais grâce à son insistance et à la mauvaise conscience ressentie par les occupants depuis son retour, Geo Josz finit par obtenir le départ de l'organisation. Il est décidé à redémarrer l'activité de son père Angelo, marchand de tissu et disposé à réintégrer la société mais un fait finit par changer ses projets. Un soir Geo Josz gifle sans motif apparent via Mazzini le comte Lionello Scocca, un espion de l'OVRA. Le vrai motif selon certains témoins serait à chercher dans le fait que le comte lui aurait posé des questions sur sa famille. Depuis ce moment-là, il se montre dans les lieux les plus fréquentés de Ferrare chaque jour plus maigre et portant les mêmes vêtements qui l'habillaient lors de son retour. Tout le monde l'évite comme si c'était un pestiféré. Daniele s'étonne alors que Geo n'éprouve aucun sentiment d'enthousiasme après la libération de la ville et en même temps aucune animosité vis à vis de Geremia Tabet, fasciste émérite de la cité. Seulement, celui-ci est aussi le beau-frère de son père. Conviés chez Geremia de nuit, alors que Daniele s'était promis de ne jamais y remettre les pieds, il témoigne du pacte proposé à son neveu par le patriarche Tabet :" Geo ne ferait aucune allusion, même indirectement, aux fautes politiques de son oncle, et celui-ci de son côté, éviterait de demander à son neveu de lui parler de ce qu'il avait vécu en Allemagne, où lui aussi, Geremia Tabet, sauf preuve du contraire, avait perdu une sœur, un beau-frère et un petit-neveu qu'il aimait beaucoup"; Finalement, en 1948 Geo Josz disparaît. Pourquoi ? Il a entièrement récupéré son palais via Campofranco, il peut redémarrer l'activité paternelle, il peut «ré-engranger» en somme, mais à cause de ces humiliations, on ne sait plus rien de lui.

### Gli ultimi anni di Clelia Trotti
L'histoire se déroule en 1939, l'Italie s'apprête à entrer en guerre et les lois raciales sont promulguées depuis un an.
Le jeune Bruno Lattes, fils d'un riche propriétaire terrien est intelligent et érudit et essaye de s'affranchir de son isolement social. Stimulé par une intense curiosité culturelle, il veut faire la connaissance de Clelia Trotti, institutrice âgée, révolutionnaire socialiste « qui a vu de ses propres yeux Anna Kuliscioff et Andrea Costa ».
L'approche est compliquée. Il obtient d'abord l'adresse incomplète par l'honorable Bottecchiari, puis celle exacte par Cesare Rovigatti un cordonnier ami intime de l'institutrice mais est renvoyé par la sœur Giovanna Codecà qui craint d'être surveillée par l'OVRA. Finalement, les deux finissent par se rencontrer fréquemment et Bruno semble partager les idées de liberté et renaissance du socialisme de la vieille institutrice.
Puis vient la cassure dont la cause est l'épigraphe de Italo Svevo: « Les personnes dont on obtient l'affection par la tromperie ne s'aiment jamais sincèrement... ». Bruno n'est pas la personne imaginée par Clelia. En effet, en 1943 il abandonne brusquement Ferrare et part pour l'Amérique pour enseigner la littérature italienne. Les suggestions de Clelia, l'incitant à prendre contact avec les principaux représentants citadins de l'anti fascisme, les républicains historiques, les libéraux, les catholiques, les communistes sont tombées dans le vide. Leur dernière rencontre se déroule à proximité du cimetière de Ferrare, sur le pré de piazza Certosa.
Clelia meurt en prison en 1943 à l'âge de 60 ans.
La nouvelle s'ouvre, de fait, sur une description du quartier du cimetière de Ferrare et de l'enterrement civil de Clelia par Bruno à l'automne 1946.
Bruno qui a commencé une carrière universitaire et est sur le point de devenir citoyen américain, se sent désormais étranger dans sa ville natale.
La nouvelle publiée par l'éditeur Nistri-Lischi en 1955 a remporté le Prix littéraire international Veillon de Lugano.

### Una notte del '43
L'histoire s'inspire d'un fait historique : l'assassinat du fasciste Igino Ghisellini. Sous le nom de console Bolognesi, le fait est déplacé de novembre à décembre 1943, construisant une histoire privée à l'intérieur du contexte historique.
Pino Barilari est paralysé des deux jambes et passe son temps à résoudre des énigmes et mots croisés assis sur le balcon de sa maison corso Roma a Ferrare, juste au-dessus de la pharmacie qu'il a hérité de son père. La nuit du 15 décembre 1943 onze personnes toutes anti-fascistes sont arrêtées et assassinées corso Roma et leurs corps abandonnés sur le trottoir à proximité de la pharmacie Barilari où le matin suivant des soldats tiennent à l'écart les personnes qui veulent s'approcher des cadavres.
Au cours de l'été 1946, une enquête pour identifier le coupable de l'opération est lancée. Le principal suspect est Carlo Aretusi, surnommé « Sciagura » un fasciste qui a participé à la Marche sur Rome. Pino Barilari est le seul témoin craint par Sciagura car selon toute probabilité assis comme toujours à son balcon, il a assisté à l'action du 15 décembre et pourrait citer les noms des coupables. Mais quand il est interrogé sur le fait, Pino Barillari répond seulement « Je dormais ».
En réalité, ce soir là, Pino a assisté à l’exécution. C'est Anna son ex-épouse qui nous l'affirme lors d'une conversation privée en 1950 : Alertée par les bruits de la fusillade, elle est obligée de découcher plus tard que prévu. Elle dit avoir presque vu simultanément : " ... et les cadavres enfin, qui, de l'endroit où elle les regardait, ressemblaient à des ballots de chiffons, ..." et Pino : " ... là-haut, immobile, derrière les carreaux de la salle à manger : une ombre à peine visible qui l'observait."
Personne n'a été condamné pour ces assassinats. Néanmoins, à partir de cette nuit de décembre 1943, Pino Barilari perd son intérêt pour les revues de mots croisés et d’énigmes. Abandonné par son épouse, son unique occupation est désormais de se placer sur le balcon de sa maison, observant les passants et murmurant un « Ehi! » ou « Attention! », comme s'il voulait être remarqué par les gens qui passent à proximité de l'endroit où a eu lieu l’exécution.
La nouvelle a inspiré le film La Longue Nuit de 43 (La lunga notte del '43), réalisé en 1960 par Florestano Vancini.

## Éditions
- La passeggiata prima di cena, Collana Biblioteca di Paragone, Sansoni, Florence, I ed. 1953,
- Gli ultimi anni di Clelia Trotti, Nistri-Lischi, Pise, 1955,
- Cinque storie ferraresi, Collana Coralli, Einaudi, Turin, I ed. 30 avril 1956, Prix Strega 1956 ; Préface de Cesare Segre, Collana SuperCoralli, Einaudi, Turin, 2003  (ISBN 978-88-06-16389-1),
- Una notte del '43, Collana Coralli n.119, Einaudi, Turin, 1960,
- Le Storie ferraresi di Giorgio Bassani. Il muro di cinta. Lida Mantovani. La passeggiata prima di cena. Una lapide in via Mazzini. Gli ultimi anni di Clelia Trotti. Una notte del '43. Gli occhiali d'oro. In esilio, Collana SuperCoralli, Einaudi, Turin, 1960-1964-1971,
- Il Romanzo di Ferrara - I. Dentro le mura, Collana Scrittori Italiani e Stranieri, Mondadori, Milan, 1973,
- il romanzo di Ferrara, Mondadori, Milan, I ed. 1974,
- Cinque storie ferraresi, préface de Guido Fink, Collana Oscar n.780, Mondadori, Milan, 1977,
- Il Romanzo di Ferrara. Libro primo. Dentro le mura, Collana Oscar n.654, Mondadori, Milan, 1978-1987  (ISBN 88-04-14109-3); Collana Oscar Scrittori del Novecento, Mondadori, 1994-1999,
- il romanzo di Ferrara, Mondadori, Milan, 1980 (édition définitive)
- il romanzo di Ferrara, 2 voll. Collana Oscar Narrativa n.1133, Mondadori, Milan, 1990  (ISBN 88-04-34345-1),
- Opere, a cura e con un saggio di Cotroneo (it), Collana I Meridiani, Mondadori, 1998  (ISBN 978-88-04-42261-7),
- Una notte del '43, Collana Einaudi tascabili.Scrittori, Einaudi, Turin, 2003  (ISBN 978-88-06-16392-1),
- Cinque storie ferraresi. Dentro le mura. Préface de Eraldo Affinati. La complessità della Ferrara fascista vista attraverso lo sguardo già maturo del primo Bassani, Collana Einaudi Tascabili n.1362, Turin, 2005  (ISBN 978-88-06-16390-7),
- Cinque storie ferraresi. Premio Strega 1956, Préface de Benedetta Centovalli, Collezione I 100 Capolavori Premio Strega, UTET- Fondazione Maria e Goffredo Bellonci, Turin, 2007  (ISBN 978-88-02-07510-5),
- Cinque storie ferraresi. Dentro le mura, Collana Universale Economica n.2338, Feltrinelli, Milan, 2012  (ISBN 978-88-07-72338-4),
- Il Romanzo di Ferrara, a cura di Cristiano Spila, Collana Le Comete, Feltrinelli, Milan, 2012  (ISBN 978-88-07-53023-4).

## Source de traduction
- (it) Cet article est partiellement ou en totalité issu de l’article de Wikipédia en italien intitulé « Cinque storie ferraresi » (voir la liste des auteurs).